# Czerniatyn (rejon żmeryński)
Czerniatyn (ukr. Чернятин) – wieś na Ukrainie w rejonie żmeryński obwodu winnickiego.
Znajduje tu się przystanek kolejowy Czerniatyn, położony na linii Żmerynka – Mohylów Podolski – Ocnița.

## Zabytki
- pałac - około 1830 r. Witosławscy wybudowali w Czerniatynie neogotycki pałac, jednak wzmianki o nowym 31 ha parku krajobrazowym pochodzą już z 1814 r. Pałac miał kształt prostokątny z niższym pawilonem z wejściem do pałacu i basztą z blankami. Obiekt rozbudowano około 1841 r. dostawiając nowe skrzydło zachodnie. Pałac był zabytkiem, którego widok często publikowano, m.in. w Tygodniku Ilustrowanym i Przyjacielu Ludu, a w 1873 r. narysował go Napoleon Orda. W 1917 r. pałac utracił część wieżyczek.